# Aeropuerto Internacional Simón Bolívar
El Aeropuerto Internacional Simón Bolívar (IATA: SMR, OACI: SKSM) está ubicado a 16,5 km del centro de la ciudad de Santa Marta, al norte de Colombia. Está categorizado como «internacional» desde diciembre de 2007. Fue entregado en concesión en 2011. Ese mismo año fue el noveno aeropuerto colombiano en términos de pasajeros y el decimonoveno en carga. Fue sometido a un proceso de modernización que terminó en 2017. A noviembre había movido dos millones de pasajeros durante 2019. A una altitud de 6 m s. n. m., el aeropuerto está localizado en el barrio Aeromar de la Comuna 8 de Santa Marta, a 16 km del centro de la ciudad, desde donde se llega por la Troncal del Caribe.

## Modernización

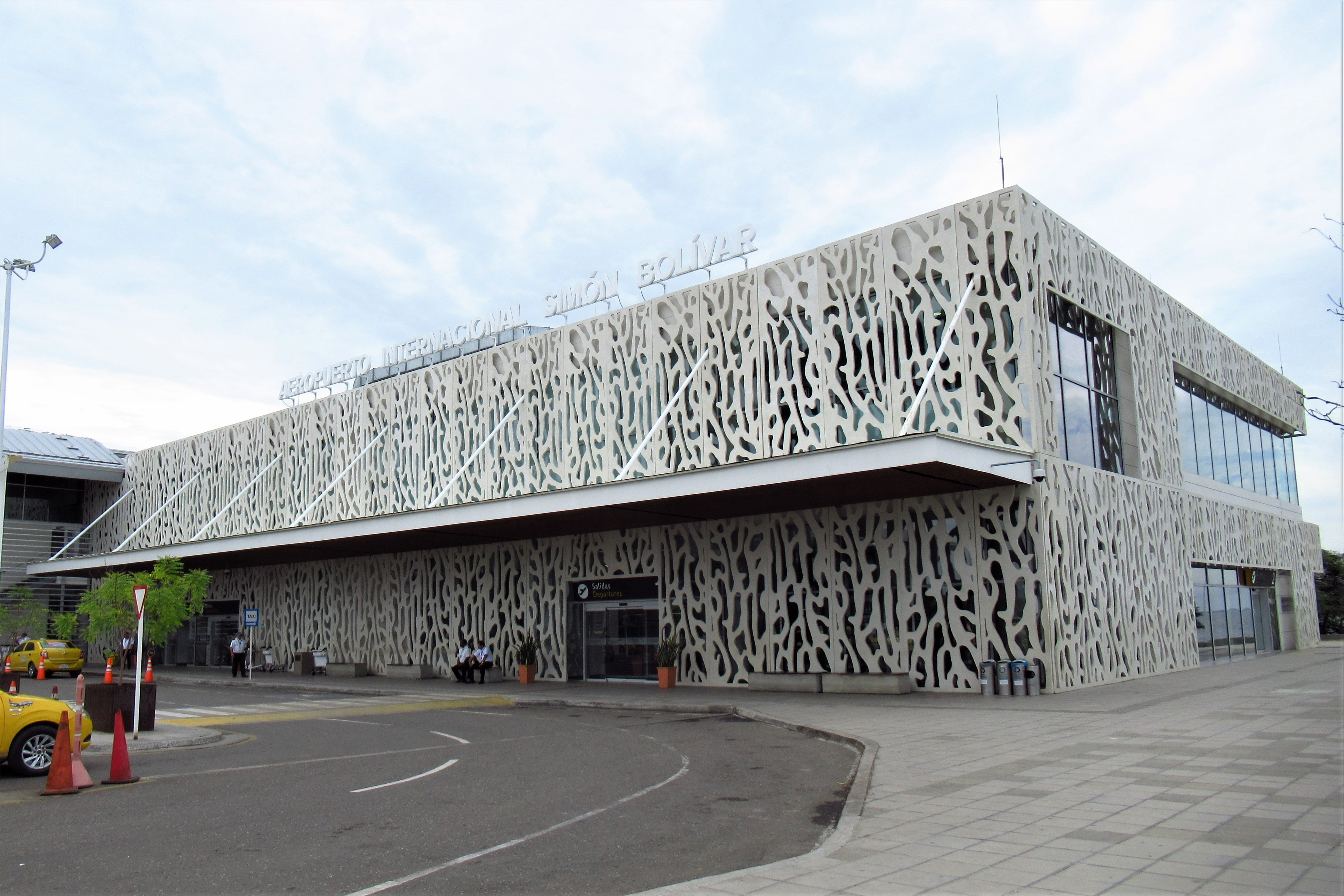
Edificio inaugurado en 2017.

El plan de modernización del aeropuerto Simón Bolívar comenzó en febrero de 2015. Una nueva torre de control de 22,65 m de altura tiene ocho plantas y acceso independiente opera de manera autónoma desde el 31 de mayo de 2016.
La primera etapa de modernización culminó en marzo de 2017 y la segunda en diciembre del mismo año. Incluyó la construcción de un nuevo terminal compuesto por cinco módulos, cada uno de tres pisos. La superficie total resultante fue de 15 413 m².
La nueva infraestructura tiene un amplio hall con modernos módulos de check-in, pantallas de itinerarios de vuelos, oficinas de las aerolíneas, de Sanidad Aeroportuaria y de Servicios de Atención al Usuario. Cuenta con una terminal doméstica, al que corresponden los puentes desplegables para embarque comprendidos en las salas 1 y 2. Posee restaurantes y una zona comercial, donde se encuentran cajeros automáticos, casas de cambio y rentadoras de autos.
Para las aeronaves, tiene 5 posiciones de contacto con pasarelas de cristal, 2 posiciones para aviación privada, 5 bandas de equipaje y sistemas de aire acondicionado y ventilación. Cuenta con radioayudas de navegación aérea, lo que permite mayores facilidades de operación para los pilotos y mayor seguridad al operar en condiciones del mal tiempo.
Este nuevo terminal cuenta con un aparcamiento de 30 702 m² en superficie con una capacidad para 170 automóviles, 44 para motocicletas, y paraderos de buses urbanos.

## Aerolíneas y destinos
| Destinos por aerolínea | Destinos por aerolínea            | Destinos por aerolínea |
| ---------------------- | --------------------------------- | ---------------------- |
| Avianca                | Bogotá, Cali, Medellín–JMC        |                        |
| Clic Air               | Medellín–EOH                      |                        |
| Copa Airlines          | Ciudad de Panamá–Tocumen          |                        |
| LATAM Colombia         | Bogotá                            |                        |
| JetSMART Colombia      | Bogotá, Medellín–JMC              |                        |
| Wingo                  | Bogotá, Bucaramanga, Medellín–JMC |                        |

### Destinos nacionales
| Ciudades    | Aeropuerto                                      | Aerolíneas                                            |
| Colombia    | Colombia                                        | Colombia                                              |
| ----------- | ----------------------------------------------- | ----------------------------------------------------- |
| Bogotá      | Aeropuerto Internacional El Dorado              | Avianca / LATAM Colombia / JetSMART Colombia / Wingo  |
| Bucaramanga | Aeropuerto Internacional Palonegro              | Wingo                                                 |
| Cali        | Aeropuerto Internacional Alfonso Bonilla Aragón | Avianca / JetSMART Colombia                           |
| Medellín    | Aeropuerto Internacional José María Córdova     | Avianca / JetSMART Colombia / Wingo                   |
| Pereira     | Aeropuerto Internacional Matecaña               | Avianca (Estacional) / JetSMART Colombia (Estacional) |

### Destinos internacionales
se ofrece servicio a 1 destino internacional a cargo de 1 aerolínea.
| Ciudades por países             | Nombre del aeropuerto               | Aerolíneas      |
| América Central                 | América Central                     | América Central |
| ------------------------------- | ----------------------------------- | --------------- |
| Panamá (1 destino, 1 aerolínea) |                                     |                 |
| Ciudad de Panamá                | Aeropuerto Internacional de Tocumen | Copa Airlines   |

### Carga
| Aerolíneas | Destinos |
| ---------- | -------- |
| Aerosucre  | Bogotá   |
| LAS Cargo  | Bogotá   |

| Destinos finalizados de aerolíneas extintas | Destinos finalizados de aerolíneas extintas     | Destinos finalizados de aerolíneas extintas |
| ------------------------------------------- | ----------------------------------------------- | ------------------------------------------- |
| ACES Colombia                               |                                                 |                                             |
| Bogotá                                      | Aeropuerto Internacional El Dorado              | A320, B721, B722ADV, F-28                   |
| Aerocóndor Colombia                         |                                                 |                                             |
| Bogotá                                      | Aeropuerto Internacional El Dorado              | C-46, DC-3, DC-4, DC-6, L-188               |
| AeroTal                                     |                                                 |                                             |
| Bogotá                                      | Aeropuerto Internacional El Dorado              | B727, Caravelle, DC-3, DC-4                 |
| Villavicencio                               | Aeropuerto Vanguardia                           | B727, Caravelle, DC-3, DC-4                 |
| Eastern Airlines                            |                                                 |                                             |
| Miami, Estados Unidos                       | Aeropuerto Internacional de Miami               | B727                                        |
| SAM Colombia                                |                                                 |                                             |
| Bogotá                                      | Terminal Puente Aéreo                           | F-100, RJ-100                               |
| Medellín                                    | Aeropuerto Internacional José María Córdova     | F-100, RJ-100                               |
| LANZA                                       |                                                 |                                             |
| Magangué                                    | Aeropuerto Baracoa de Magangué                  | B247                                        |
| Ultra Air                                   |                                                 |                                             |
| Bogotá                                      | Aeropuerto Internacional El Dorado              | A320                                        |
| Bucaramanga                                 | Aeropuerto Internacional Palonegro              | A320                                        |
| Medellín                                    | Aeropuerto Internacional José María Córdova     | A320                                        |
| Viva Air Colombia                           |                                                 |                                             |
| Bogotá                                      | Aeropuerto Internacional El Dorado              | A320, A320neo                               |
| Bucaramanga                                 | Aeropuerto Internacional Palonegro              | A320, A320neo                               |
| Cali                                        | Aeropuerto Internacional Alfonso Bonilla Aragón | A320, A320neo                               |
| Pereira                                     | Aeropuerto Internacional Matecaña               | A320                                        |
| Medellín                                    | Aeropuerto Internacional José María Córdova     | A320, A320neo                               |
| Miami, Estados Unidos                       | Aeropuerto Internacional de Miami               | A320                                        |
| San Andrés                                  | Aeropuerto Internacional Gustavo Rojas Pinilla  | A320                                        |

| Destinos finalizados de aerolíneas operativas | Destinos finalizados de aerolíneas operativas   | Destinos finalizados de aerolíneas operativas |
| --------------------------------------------- | ----------------------------------------------- | --------------------------------------------- |
| Copa Airlines Colombia                        |                                                 |                                               |
| Bogotá                                        | Aeropuerto Internacional El Dorado              | McDonnell Douglas MD-83, Boeing 737-700, E190 |
| Cali                                          | Aeropuerto Internacional Alfonso Bonilla Aragón | B727, DC-9, MD-80, MD-81, MD-82               |
| Clic Air                                      |                                                 |                                               |
| Bucaramanga                                   | Aeropuerto Internacional Palonegro              | JS41                                          |
| Medellin                                      | Aeropuerto Olaya Herrera                        | ATR 42                                        |
| LATAM Colombia operado por AIRES              |                                                 |                                               |
| Barranquilla                                  | Aeropuerto Internacional Ernesto Cortissoz      | EMB110, Dash 8-Q200                           |
| Bucaramanga                                   | Aeropuerto Internacional Palonegro              | Dash 8-Q200, Dash 8-Q300                      |
| Ibagué                                        | Aeropuerto Perales (Vía BGA)                    | Dash 8-Q200, Dash 8-Q300                      |
| Riohacha                                      | Aeropuerto Almirante Padilla                    | EMB110                                        |
| Valledupar                                    | Aeropuerto Alfonso López                        | EMB110                                        |

## Accidentes
- El 4 de agosto de 1982 ocurrió un incidente cuando el Boeing 727 HK-2559 de Aerotal aterrizó varios metros antes de alcanzar la cabecera de la pista, rebotó sobre ella y perdió el tren principal izquierdo. La aeronave se salió de la pista y terminó en la zona de seguridad. No hubo mayores consecuencias y tanto los 50 pasajeros como la tripulación salieron ilesos.[6]
- El 29 de noviembre de 1982, el Boeing HK-2560 sufrió a su vez una falla hidráulica. Se le retrajo el tren principal izquierdo y se salió de la pista. Tampoco hubo heridos y los ocupantes resultaron ilesos.[6]

- El 17 de julio de 2007, el Embraer vuelo 7330 con 54 pasajeros de Aero República procedente de Cali se salió del final de la pista durante el aterrizaje e impactó la playa en la cabecera norte de las instalaciones.[7] El accidente ocurrió a las 3:16 p. m. bajo condiciones de lluvia y aparentemente en su segundo intento de aterrizaje, según testigos. No se reportaron heridos de gravedad. Siete personas recibieron atención médica primaria.

- El domingo 16 de octubre de 2022 un avión tipo SF50 Cirrus de matrícula HK5342 de la empresa Helistar, se salió de la pista del aeropuerto de Santa Marta durante la carrera de despegue. llevaba a seis pasajeros, con destino a Bogotá entre los que se encontraba una menor de edad. En el momento del siniestro, rompió las mallas del aeropuerto y atravesó por la carretera de ingreso hasta chocar con el árbol que lo detuvo. El accidente se produjo, al parecer, por una presunta falla en las llantas de la aeronave. En el hecho murió un menor de edad, que no se encontraba en la aeronave, sino que iba caminando por el sector y el avión al salir de la pista lo impactó a él y a otras personas que se encontraban en el lugar. Los tripulantes de la aeronave sufrieron heridas leves.[8]